# Witkoplangoer
De witkoplangoer (Trachypithecus leucocephalus) is een zoogdier uit de familie van de apen van de Oude Wereld (Cercopithecidae). De wetenschappelijke naam van de soort werd voor het eerst geldig gepubliceerd door Tan Bangjie in 1957. De soort werd voorheen als ondersoort van Trachypithecus poliocephalus gerekend.

## Voorkomen
De soort komt voor in Guangxi (China).